# Gologorički Dol
Gologorički Dol – wieś w Chorwacji, w żupanii istryjskiej, w gminie Cerovlje. W 2011 roku liczyła 80 mieszkańców.